# Agregador

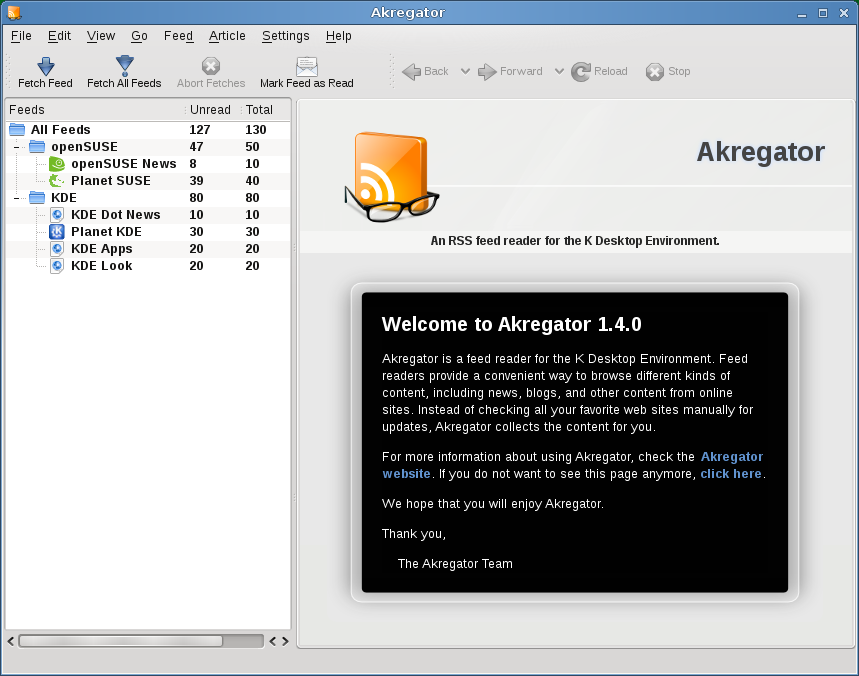
Akregator, el agregador de noticias de KDE.

Un lector o recopilador de contenidos  (también conocido como agregador, agregador de noticias o lector de RSS) es un tipo de software para suscribirse a fuentes de noticias en formatos RSS, Atom y otros derivados de XML como RDF/XML. El agregador reúne las noticias o historias publicadas en los sitios con redifusión web elegidos, y muestra las novedades o modificaciones que se han producido en esas fuentes web; es decir, avisa de qué webs han incorporado contenido nuevo desde nuestra última lectura y cuál es ese contenido. Esta información es la que se conoce como fuente web.
Un agregador es muy similar en sus presentaciones a los anteriores lectores de noticias (client newsreaders/NNTP), pero la tecnología XML y el web semántico los ha hecho más populares. Hoy en día, una enorme cantidad de blogs y sitios web ofrecen sus actualizaciones, que pueden ser fácilmente reunidas y administradas en un solo punto, como es el caso del servicio My Yahoo! o el de Netvibes.

## Filtrado en la alimentación
Uno de los problemas con los agregadores de noticias es que el volumen de los artículos a veces puede ser abrumador, sobre todo cuando el usuario tiene muchas suscripciones Web. Como solución, muchos de los lectores de feeds permiten a los usuarios etiquetar cada fuente con una o más palabras clave que pueden utilizarse para ordenar y filtrar los artículos disponibles en categorías fácilmente navegables. Otra opción es la importación del perfil de atención del usuario (en lenguaje APML) para filtrar los elementos según su relevancia para los intereses del usuario.